# Jardin Shamrock
Der Jardin Shamrock wurde 1984 durch Corinne Mallet in Varengeville-sur-Mer, Département Seine-Maritime (Frankreich), angelegt und 1993 der Öffentlichkeit zugänglich gemacht. Es handelt sich um einen englischen Park, der die französische Nationalsammlung von Hortensien beherbergt. Seit 2015 trägt der Park die Auszeichnung „Jardin remarquable“. Der Park wird von Mallet mithilfe der Association des Amis de la Collection d’Hydrangéas Shamrock betrieben. Mit 1500 Hortensienarten ist der Garten von internationaler Bedeutung.
Corinne Mallet wählte den Namen Shamrock nach der englischen Bezeichnung für Kleeblatt, dem Nationalsymbol Irlands, nachdem sie von der Grünen Insel zurückgekehrt war.
Der Garten ist in mehrere Teile aufgeteilt: Neben dem Jardin Céleste („Himmelsgarten“) und dem Jardin des Paulownias („Paulownien-Garten“) findet sich gleich am Eingang der Bois de dragon vert („Wald des grünen Drachens“). Hier sind vor allem asiatische Exemplare der Hortensien zu bewundern.

## Zugänglichkeit
Der Garten ist vom 22. Juni bis zum 10. September an allen Wochentagen mit Ausnahme des Montags und des Dienstags zugänglich.